# Rottura esplicita di simmetria
In fisica teorica, la rottura esplicita di simmetria è la perdita di simmetria di una teoria nelle sue equazioni di moto (tipicamente della funzione lagrangiana o hamiltoniana), che si verifica quando la simmetria di partenza non è esatta. Di solito questo termine è utilizzato in situazioni dove la rottura di simmetria è piccola e dunque la simmetria è approssimativamente rispettata.
La rottura della simmetria esplicita differisce dalla rottura spontanea di simmetria, dove le equazioni di moto rispettano la simmetria, ma lo stato fondamentale della teoria la rompe.